# La Mémoire du Québec
La Mémoire du Québec est un dictionnaire de noms propres souhaitant décrire l'histoire et la géographie du Québec, rédigé par Jean Cournoyer.  Il répertorie des noms de personnes, de municipalités, de circonscriptions, de seigneuries, de lacs, de rivières et de montagnes. Il comporte également des étymologies de noms de famille.

## Éditions
Le dictionnaire a été initialement publié en 1993 sous le nom Le Petit Jean. Une édition augmentée est parue en 2001 sous le nom La mémoire du Québec, de 1534 à nos jours. Le dictionnaire est également disponible en ligne. Cette version est gérée par le fils de Jean Cournoyer qui porte le même prénom.